# Шемермучаш
 Шемермучаш  — деревня в Новоторъяльском районе Республики Марий Эл. Входит в состав Староторъяльского сельского поселения.

## География
Находится в северо-восточной части республики Марий Эл на расстоянии приблизительно 5 км по прямой на юг от районного центра посёлка Новый Торъял.

## История
Известна с 1766 года, когда здесь насчитывалось 15 домов. В 1869 году числился 31 двор. В 1884 году здесь числилось 46 дворов, 236 человек. К 1999 году в деревне числилось 36 дворов, 131 человек, все мари. В советское время работал колхоз «Нурмучаш».

## Население
Население составляло 123 человека (мари 96 %) в 2002 году, 112 в 2010.